# 內德科爾伯特龍屬
內德科爾伯特龍屬（學名：Nedcolbertia）是獸腳亞目似鸟龙下目恐龍的一屬，生存於下白堊紀的北美洲。

## 發現和命名
在1993年，Christopher Whittle在美國猶他州的格蘭德縣發現三個獸腳類恐龍的化石，屬於雪松山組（Cedar Mountain Formation）黃貓段，地質年代相當於白堊紀早期的巴列姆階。這些化石經由古生物學家詹姆斯·柯克蘭（James Kirkland）等人所研究、處理化石。這些化石曾被非正式命名為"Nedcolbertia whittlei"。在1998年，由詹姆士·柯克蘭等人所描述、命名，模式種是賈氏內德科爾伯特龍（N. justinhoffmani）。屬名是為紀念古生物學家內德·科爾伯特（Edwin Harris Colbert）；種名則是以紐澤西州的六歲兒童Justin Hofmann為名，美國發現卡當時正舉辦一項活動，抽籤中獎者可獲得一種恐龍的種名命名權，種名以抽籤中獎者為名。

## 描述

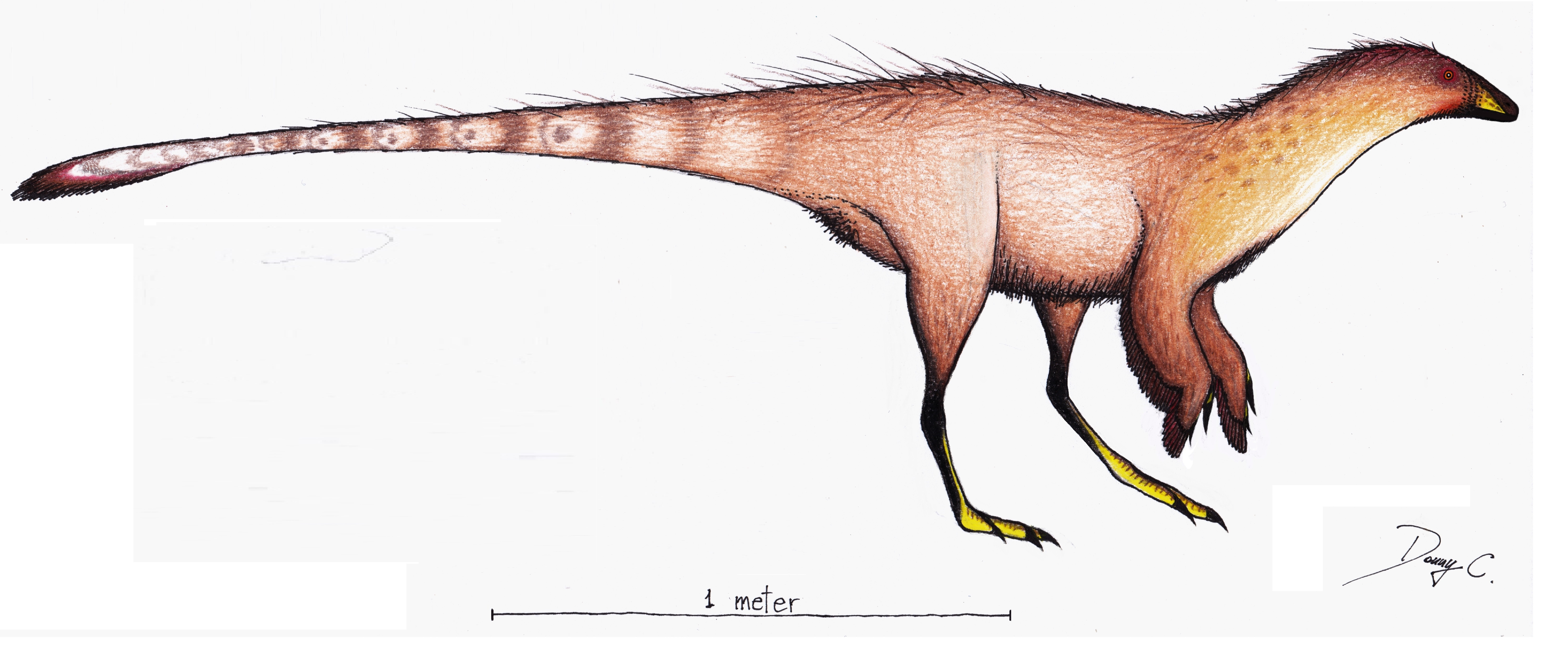
內德科爾伯特龍的復原圖

正模標本（編號CEUM 5071）是一個部分身體骨骼，缺少頭顱骨，是個未成年個體。其他兩個標本是副模標本（編號CEUM 5072、CEUM 5073）是兩個身體骨骼的碎片，也都缺少頭顱骨，都是亞成年個體。這三個標本都是關節脫落狀態，被發現以前曾長期曝露於地面，因此曾被嚴重侵蝕。這些化石目前都存放在東猶他州大學的史前生物博物館。
內德科爾伯特龍的正模標本長度約為1.5公尺，副模標本則約有10呎長。由於化石不完整、保存狀態差，因此內德科爾伯特龍的相關研究有限。脊椎骨並沒有太多中空空間。第二指爪明顯大於第二指爪。恥骨有大型柄部，前突很小、或不存在，後突大。股骨的大粗隆部之下方有個較小的粗隆部，第四粗隆部發展良好。腳部結構並不是夾蹠型類。第二趾爪並沒有明顯大型。
內德科爾伯特龍被命名時，被歸類於堅尾龍類，目前則被進一步歸類於似鸟龙类。

## 外部連結
- http://www.dinoruss.com/de_4/5a8da24.htm （页面存档备份，存于）
- 恐龍博物館──內德科爾伯特龍